# 287 Neftis
287 Neftis (mednarodno ime 287 Nephtys) je asteroid S v glavnem asteroidnem pasu. 

## Odkritje
Asteroid je odkril nemško-ameriški astronom Christian Heinrich Friedrich Peters (1813 – 1890) 25. avgusta 1889 . Imenuje se po Neftis, boginji rojstva in smrti v staroegipčanski mitologiji.

## Lastnosti
Asteroid Neftis obkroži Sonce v 3,61 letih. Njegova tirnica ima izsrednost 0,023, nagnjena pa je za 10,023° proti ekliptiki. Njegov premer je 67,60 km, okoli svoje osi se zavrti v 7,603 h .